# Гукасов, Эрик Христофорович
Эрик Христофорович Гукасов (8 мая 1932 — 27 апреля 2020) — Герой Социалистического Труда (1973). Начальник Главриссовхозстроя (1965—1978), заместитель и первый заместитель Председателя Совета Министров Казахской ССР (1978—1990), депутат Верховного Совета КазССР пяти созывов, народный депутат СССР (1989—1991).

## Биография
Родился в 1932 году в городе Баку в семье репрессированных родителей.
В 13 лет начал работать помощником тракториста. В 18 лет женился, а через год родилась старшая дочь. На год прервал учебу в Ташкентском институте инженеров ирригации и механизации сельского хозяйства и продолжил работу в должности заместителя начальника райводхоза.
Окончив с отличием институт, отказался от учебы в аспирантуре и поехал в Южный Казахстан для внедрения новой ирригационной системы. В этот период получил звание заслуженный строитель КазССР, орден Трудового Красного Знамени.
В 1965 году Гукасову было поручено создание в Чимкенте главного управления Главриссовхозстрой, которое он возглавлял до 1978 года. Cистема Главриссовхозстроя, состоящая более чем из двухсот тысяч человек, была награждена высшим орденом СССР — орденом Ленина. Гукасов? единственный из всей системы мелиорации Советского Союза, в 1974 году был удостоен звания Герой Социалистического Труда.
в 1978 году был назначен заместителем Председателя Совета Министров КазССР. К этому периоду относится строительство Большого Алма-Атинского канала. В 1985 был создан Госагропром Казахской ССР. Гукасов был назначен председателем Госагропрома. Одновременно он работал первым заместителем Председателя Совета Министров КазССР.
В Верховном Совете СССР работал практически до распада Советского Союза.
В течение 25 лет пять раз избирался депутатом Верховного Совета КазССР и один раз народным депутатом СССР (1989—1991).
Жил в Казахстане пенсионером, участвовал в ряде промышленных предприятий.
Умер 27 апреля 2020 года.

## Награды
- Заслуженный строитель Казахской ССР (1965);
- Три ордена Трудового Красного Знамени (в том числе: 1966, 1976);
- Орден Ленина (1971);
- Звание «Герой Социалистического Труда» с вручением медали «Серп и Молот» и ордена «Ленина» (27 февраля 1974 года);
- Орден Октябрьской Революции (3 марта 1980);
- Премия Совета Министров СССР;
- Почётный гражданин Алматинской области (1998);
- Указом президента РК награждён орденом «Парасат»;
- Медаль «10 лет независимости Республики Казахстан» (2001);
- Медаль «50 лет Целине» (2004);
- Медаль «20 лет независимости Республики Казахстан» (2011);
- Медаль «20 лет Конституции Республики Казахстан» (2015);